# Viktor Kalinke
Viktor Kalinke (* 15. Februar 1970 in Jena; bürgerlicher Name: Torsten Klemm) ist ein deutscher Schriftsteller, Übersetzer und Verleger.

## Leben
Kalinke studierte Psychologie und Mathematik in Dresden, Leipzig und Peking und promovierte an der Universität Leipzig. Er arbeitete in Kliniken und verschiedenen Gefängnissen Ostdeutschlands. 1998 gründete er zusammen mit der Graphikerin und Buchgestalterin Marion Quitz den Verlag Edition Erata, später umbenannt in Leipziger Literaturverlag.

## Veröffentlichungen

### Einzelpublikationen
- Asche. Die Antworten des Tronje Wagenbrant. Roman, Buchlabor Dresden 1996 und Erata Leipzig 2001, ISBN 3-934015-27-1.
- Indianer im karierten Hemd. Gedichte, Erata Leipzig 1999 (mit Zeichnungen von Marion Quitz), ISBN 3-934015-05-0.
- El Gancho Bravo – Tango-Etüden, Erata Leipzig 2000 (mit Illustrationen von Caroline Thiele), ISBN 3-934015-16-6.
- liberi terrestris. Gedichte, Leipzig 2000 (mit Fotografien von Katja Langer), ISBN 3-934015-17-4.
- Die Kunst : den Ort zu finden, Leipzig 2000 (mit Zeichnungen von Britta Schulze), ISBN 3-934015-19-0.
- Herbst auf Sumatra. Poetischer Dialog mit Miloš Crnjanski, Leipzig 2002 (mit Holzschnitten von Inka Grebner), ISBN 3-934015-38-7.
- Wie ich Amerika entdeckte, Gedichte und Kurzprosa. Leipzig 2004 (mit Zeichnungen von Marion Quitz), ISBN 3-934015-56-5.
- Gottes Fleisch. Band 1: Die Erfindung der Reinheit, Leipzig 2005, ISBN 3-934015-59-X.
- Gottes Fleisch. Band 2: Die Verkettung von Ehe- und Sexualstrafrecht, Leipzig 2007, ISBN 978-3-86660-037-9.
- Empörte Flut. Roman, Leipzig 2009, ISBN 978-3-86660-080-5.
- Nichtstun als Handlungsmaxime. Essay: Studien zu Laozi, Daodejing, Band 3, Leipzig 2011, ISBN 978-3-86660-115-4.
- Welcher König hat hier gehaust. Liebesgedichte. Mit Aktzeichnungen von Hubertus Giebe, Leipzig 2012, ISBN 978-3-86660-136-9.
- nichts ist besser. Gedichte. Mit 25 Foto-Graphiken, Leipzig 2021, ISBN 978-3-86660-272-4.

### Übersetzungen und Nachdichtungen
- Zhuangzi. Das Buch der daoistischen Weisheit, Stuttgart 2019, ISBN 978-3-15-011239-7 Zhuangzi. Gesamttext und Materialien, Leipzig 2018, ISBN 978-3-86660-222-9.
- Fangnei oder Spielregeln der Liebeskunst. Kapitel 28 aus dem Ishinpō | Yixinfang 醫心方. Das altchinesische Geheimwissen zur Sexualität und Sexualmedizin von Tamba Yasuyori. Gesamttext und Materialien, Leipzig 2024, ISBN 978-3-86660-306-6
- Studien zu Laozi, Daodejing Band 1: Text u. Übersetzung / Zeichenlexikon, Leipzig 1999 und 2000, ISBN 3-934015-15-8.
- Studien zu Laozi, Daodejing Band 2: Anmerkungen und Kommentare, Leipzig 1999 und 2000, ISBN 3-934015-18-2.
- Studien zu Laozi, Daodejing Band 3: Nichtstun als Handlungsmaxime (Essay), Leipzig 2011, ISBN 978-3-86660-115-4.
- Studien zu Laozi, Daodejing Gesamttext und Materialien, Leipzig 2022, ISBN 978-3-86660-286-1.
- Große Hymne an die Erde – 63 Verse des Atharvasamhita, bearbeitet nach der Übersetzung von Klaus Mylius, Leipzig 2001, ISBN 3-934015-32-8.
- Juan de la Cruz, Dunkle Nacht, mit dem Essay „Das christliche Residuum“, Leipzig 2002, ISBN 3-934015-43-3.
- Gintaras Grajauskas, Knochenflöte – Gedichte: litauisch – deutsch, Leipzig 2003 (mit Mala Vikaite), ISBN 3-934015-47-6.
- Laurynas Katkus, Tauchstunden – Gedichte: litauisch – deutsch, Leipzig 2003 (mit Mala Vikaite), ISBN 3-934015-46-8.
- Sergej Birjukov, Jaja Dada, Gedichte: russisch – deutsch, Leipzig 2004 (mit Mala Vikaite, Henrike Schmidt, Bernhard Sames u. a.), ISBN 3-934015-63-8 und als Hörbuch, ISBN 3-934015-70-0.
- Miloš Crnjanski, ITHAKA, Gedichte: serbisch – deutsch, Leipzig 2008 (mit Stevan Tontic und Cornelia Marks), ISBN 978-3-86660-053-9.

### Beiträge in Anthologien
- Bewahrte Texte (Reihe VerSuche der Autorengemeinschaft Ostthüringen 1990)
- Monolog des Sandes (Schriftsteller Assoziation Dresden 1992)
- „Spinne“ (Buchlabor Dresden 1991, 1992, 1993)
- Warteräume im Klee (Schriftsteller Assoziation Dresden 1994)
- Der heimliche Grund. 69 Stimmen aus Sachsen (Kiepenheuer Leipzig 1996)
- Bergschäden (Styx96 Augsburg 1998)
- Psibrjonzne Kamjenje – ins Niedersorbische übersetzt von Ingrid Hustetowa (Serbska Pratyja 1999)
- „Erst die Linke, dann die Rechte“ (Leipzig 2000)
- „Kleine Persönlichkeitspsychologie von Friedrich Hölderlin anhand seiner Gedichte“, in: Anja Oehme (Hg.), Oxymora (Leipzig 2000), ISBN 3-934015-13-1.
- Jahrbuch der Lyrik 2004/05 (C.H. Beck München)
- Jahrbuch der Lyrik 2007 (S. Fischer Frankfurt)
- Diapazon / Diapason – Anthologie deutscher und russischer Gegenwartslyrik (Universität Natalja Nesterova, Moskau 2005)
- Poietische Kunst, in: „Orpheus versammelt die Geister. Stimmen aus der Mitte Europas“, Sonderpublikation von Ostragehege (Dresden 2006)
- Meine Poetik, in: Hermetisch offen, hg. von Ron Winkler, Buchverlag Berlin 2008.
- Inskriptionen No. 1: denkporno, Leipzig 2008, ISBN 978-3-86660-061-4.
- Inskriptionen No. 2: paranoia, pink, Leipzig 2009, ISBN 978-3-86660-074-4.
- Inskriptionen No. 3: mondgefleckt, elektrisch Leipzig 2010, ISBN 978-3-86660-100-0.
- Inskriptionen No. 4: echofrakturen, Leipzig 2011, ISBN 978-3-86660-128-4.
- Inskriptionen No. 5: traumaspiele, Leipzig 2012, ISBN 978-3-86660-150-5.
- Es gibt eine andere Welt. Neue Gedichte. Eine Anthologie aus Sachsen, hg. von Andreas Altmann & Axel Helbig, 2010 (Poetenladen Leipzig)
- Ralph Grüneberger (Hg.)/Gesellschaft für zeitgenössische Lyrik. Poesiealbum neu. Ausgabe 1/2013.

### Beiträge in Künstler- und Ausstellungskatalogen
- Marion Quitz, Echo der Stille. Skizzen aus Ägypten, zweisprachig engl.-dt., Leipzig 2000, ISBN 3-934015-06-9.
- Thomas Baumhekel,  Zerbrochenes Holz, dreisprachig dt.-engl.-chin., Leipzig 2000, ISBN 3-934015-14-X.
- Nina Mordowina (Hg.), Neue russische Kunst, Leipzig 2001, ISBN 3-934015-21-2.
- Thomas Wolf, Nachbarschaften. Im kleinen Kreis. Sektor 1, Leipzig 2001, ISBN 3-934015-28-X.
- Bertam Kober: Freiheit macht Arbeit. Fotografien und literarische Porträts zum Rechtsradikalismus in Ostdeutschland, Leipzig 2001, ISBN 3-934015-30-1.
- Michael Triegel, Radierungen zu „Dunkle Nacht“, Leipzig 2002, ISBN 3-934015-43-3.
- Michael Goller, Labyrationen, Leipzig 2003, ISBN 3-934015-52-2.

## Auszeichnungen
- 1995: Kreativitätspreis der Hans-Sauer-Stiftung
- 2009: Hanban-Stipendium an der Yunnan-Universität